# Polythora viridescens
Polythora viridescens es una especie de polilla de la familia Tortricidae. Se encuentra en Brasil.